# L’Isle-en-Dodon
L’Isle-en-Dodon (okzitanisch: L’Illa de Haut) ist eine französische Gemeinde mit 1.622 Einwohnern (Stand: 1. Januar 2022) im Département Haute-Garonne in der Region Midi-Pyrénées. Die Gemeinde gehört zum Arrondissement Saint-Gaudens und ist Teil des Kantons Cazères. Die Einwohner nennen sich L’Islois.

## Geographie
L’Isle-en-Dodon liegt in der Landschaft Comminges und in der Ebene von Lannemezan an der Save. Der Fluss Larjo begrenzt die Gemeinde im Westen, die Espienne im Osten. Umgeben wird L’Isle-en-Dodon von den Nachbargemeinden Boissède im Norden, Mirambeau und Martisserre im Nordosten,  Agassac im Osten, Coueilles im Südosten, Saint-Frajou im Süden und Südosten, Anan im Süden, Puymaurin im Westen uns Südwesten, Molas im Westen und Nordwesten sowie Tournan im Nordwesten.

## Geschichte
L’Isle-en-Dodon gehört zu den Bastiden, die im 11. Jahrhundert gegründet wurden.

## Bevölkerungsentwicklung
| 1962                       | 1968 | 1975 | 1982 | 1990 | 1999 | 2010 | 2017 |
| -------------------------- | ---- | ---- | ---- | ---- | ---- | ---- | ---- |
| 1779                       | 2046 | 2022 | 2039 | 2037 | 1905 | 1984 | 1631 |
| Quellen: Cassini und INSEE |      |      |      |      |      |      |      |

## Sehenswürdigkeiten
- Kirche Saint-Adrien, befestigte Apsis aus dem 14. Jahrhundert, Monument historique
- Kapelle Saint-Pierre
- Kapelle Saint-Roch
- Befestigter Ortskern aus dem 11. Jahrhundert
- Rathaus und Markthallen aus dem 19. Jahrhundert